# Seznam premiérů Turecka
Seznam premiérů Turecka uvádí v chronologickém pořadí všechny, kteří zastávali funkci premiéra Turecka od roku 1923 do roku 2018, kdy tato funkce zanikla.
| Pořadí | Jméno (Narozen–Zemřel)                      | Obrázek            | Od                 | Do                | Strana                                                      | Vlády           |
| ------ | ------------------------------------------- | ------------------ | ------------------ | ----------------- | ----------------------------------------------------------- | --------------- |
| 1      | İsmet İnönü (1884–1973)                     |                    | 1. listopad 1923   | 6. březen 1924    | Cumhuriyet Halk Partisi - Republikánská lidová strana       | 1. İnönü I      |
| 1      | İsmet İnönü (1884–1973)                     | 6. březen 1924     | 21. listopad 1924  | 2. İnönü II       | Cumhuriyet Halk Partisi - Republikánská lidová strana       |                 |
| 2      | Ali Fethi Okyar (1880–1943)                 |                    | 21. listopad 1924  | 6. březen 1925    | Cumhuriyet Halk Partisi - Republikánská lidová strana       | 3. Okyar        |
| (1)    | İsmet İnönü (1884–1973)                     |                    | 6. březen 1925     | 27. září 1937     | Cumhuriyet Halk Partisi - Republikánská lidová strana       | 4. İnönü III    |
| (1)    | İsmet İnönü (1884–1973)                     | 6. březen 1925     | 1. listopad 1927   | 5. İnönü IV       | Cumhuriyet Halk Partisi - Republikánská lidová strana       |                 |
| (1)    | İsmet İnönü (1884–1973)                     | 1. listopad 1927   | 4. květen 1931     | 6. İnönü V        | Cumhuriyet Halk Partisi - Republikánská lidová strana       |                 |
| (1)    | İsmet İnönü (1884–1973)                     | 4. květen 1931     | 1. březen 1935     | 7. İnönü VI       | Cumhuriyet Halk Partisi - Republikánská lidová strana       |                 |
| (1)    | İsmet İnönü (1884–1973)                     | 1. březen 1935     | 27. říjen 1937     | 8. İnönü VII      | Cumhuriyet Halk Partisi - Republikánská lidová strana       |                 |
| 3      | Celal Bayar (1883–1986)                     |                    | 27. září 1937      | 11. listopad 1938 | Cumhuriyet Halk Partisi - Republikánská lidová strana       | 9. Bayar I      |
| 3      | Celal Bayar (1883–1986)                     | 11. listopad 1938  | 25. leden 1939     | 10. Bayar II      | Cumhuriyet Halk Partisi - Republikánská lidová strana       |                 |
| 4      | Refik Saydam (1881–1942)                    |                    | 25. leden 1939     | 3. duben 1939     | Cumhuriyet Halk Partisi - Republikánská lidová strana       | 11. Saydam I    |
| 4      | Refik Saydam (1881–1942)                    | 3. duben 1939      | 8. červenec 1942   | 12. Saydam II     | Cumhuriyet Halk Partisi - Republikánská lidová strana       |                 |
| —      | Ahmet Fikri Tüzer (zastupující) (1878–1942) |                    | 8. červenec 1942   | 9. červenec 1942  | Cumhuriyet Halk Partisi - Republikánská lidová strana       | –               |
| 5      | Şükrü Saracoğlu (1887–1953)                 |                    | 9. červenec 1942   | 9. březen 1943    | Cumhuriyet Halk Partisi - Republikánská lidová strana       | 13. Saracoğlu I |
| 5      | Şükrü Saracoğlu (1887–1953)                 | 9. březen 1943     | 7. srpen 1946      | 14. Saracoğlu II  | Cumhuriyet Halk Partisi - Republikánská lidová strana       |                 |
| 6      | Recep Peker (1889–1950)                     |                    | 7. srpen 1946      | 9. září 1947      | Cumhuriyet Halk Partisi - Republikánská lidová strana       | 15. Peker       |
| 7      | Hasan Saka (1885–1960)                      |                    | 10. září 1947      | 10. červen 1948   | Cumhuriyet Halk Partisi - Republikánská lidová strana       | 16. Saka I      |
| 7      | Hasan Saka (1885–1960)                      | 10. červen 1948    | 16. leden 1949     | 17. Saka II       | Cumhuriyet Halk Partisi - Republikánská lidová strana       |                 |
| 8      | Şemsettin Günaltay (1883–1961)              |                    | 16. leden 1949     | 22. květen 1950   | Cumhuriyet Halk Partisi - Republikánská lidová strana       | 18. Günaltay    |
| 9      | Adnan Menderes (1899–1961)                  |                    | 22. květen 1950    | 27. květen 1960   | Demokrat Parti                                              | 19. Menderes I  |
| 9      | Adnan Menderes (1899–1961)                  | 22. květen 1950    | 17. květen 1954    | 20. Menderes II   | Demokrat Parti                                              |                 |
| 9      | Adnan Menderes (1899–1961)                  | 17. květen 1954    | 9. prosinec 1955   | 21. Menderes III  | Demokrat Parti                                              |                 |
| 9      | Adnan Menderes (1899–1961)                  | 9. prosinec 1955   | 25. listopad 1957  | 22. Menderes IV   | Demokrat Parti                                              |                 |
| 9      | Adnan Menderes (1899–1961)                  | 25. listopad 1957  | 27. květen 1960    | 23. Menderes V    | Demokrat Parti                                              |                 |
| 10     | Cemal Gürsel (1895–1966)                    |                    | 28. květen 1960    | 5. leden 1961     | Armáda                                                      | 24. Gürsel I    |
| 10     | Cemal Gürsel (1895–1966)                    | 5. leden 1961      | 7. říjen 1961      | 25. Gürsel II     | Armáda                                                      |                 |
| —      | Fahrettin Özdilek (zastupující) (1898–1989) |                    | 30. říjen 1961     | 20. listopad 1961 | Armáda                                                      | –               |
| (1)    | İsmet İnönü (1884–1973)                     |                    | 20. listopad 1961  | 25. červen 1962   | Demokrat Parti                                              | 26. İnönü VIII  |
| (1)    | İsmet İnönü (1884–1973)                     | 25. červen 1962    | 25. prosinec 1963  | 27. İnönü IX      | Demokrat Parti                                              |                 |
| (1)    | İsmet İnönü (1884–1973)                     | 25. prosinec 1963  | 20. únor 1965      | 28. İnönü X       | Demokrat Parti                                              |                 |
| 11     | Suat Hayri Ürgüplü (1903–1981)              |                    | 20. únor 1965      | 27. říjen 1965    | Bezpartijní                                                 | 29. Ürgüplü     |
| 12     | Süleyman Demirel (1924– )                   |                    | 27. říjen 1965     | 3. listopad 1969  | Adalet Partisi                                              | 30. Demirel I   |
| 12     | Süleyman Demirel (1924– )                   | 3. listopad 1969   | 6. březen 1970     | 31. Demirel II    | Adalet Partisi                                              |                 |
| 12     | Süleyman Demirel (1924– )                   | 6. březen 1970     | 26. březen 1971    | 32. Demirel III   | Adalet Partisi                                              |                 |
| 13     | Nihat Erim (1912–1980)                      |                    | 26. březen 1971    | 11. březen 1971   | Bezpartijní                                                 | 33. Erim I      |
| 13     | Nihat Erim (1912–1980)                      | 11. prosinec 1971  | 17. duben 1972     | 34. Erim II       | Bezpartijní                                                 |                 |
| 14     | Ferit Melen (1906–1988)                     |                    | 17. duben 1972     | 15. duben 1973    | Cumhuriyetçi Güven Partisi                                  | 35. Melen       |
| 15     | Naim Talu (1919–1998)                       |                    | 15. duben 1973     | 25. leden 1974    | Bezpartijní                                                 | 36. Talu        |
| 16     | Bülent Ecevit (1925–2006)                   |                    | 25. leden 1974     | 17. listopad 1974 | Cumhuriyet Halk Partisi - Republikánská lidová strana       | 37. Ecevit I    |
| 17     | Sadi Irmak (1906–1990)                      |                    | 17. listopad 1974  | 31. březen 1975   | Bezpartijní                                                 | 38. Irmak       |
| (12)   | Süleyman Demirel (1924– )                   |                    | 31. březen 1975    | 21. červen 1977   | Adalet Partisi                                              | 39. Demirel IV  |
| (16)   | Bülent Ecevit (1925–2006)                   |                    | 21. červen 1977    | 21. červenec 1977 | Cumhuriyet Halk Partisi - Republikánská lidová strana       | 40. Ecevit II   |
| (12)   | Süleyman Demirel (1924– )                   |                    | 21. červenec 1977  | 5. leden 1978     | Adalet Partisi                                              | 41. Demirel V   |
| (16)   | Bülent Ecevit (1925–2006)                   |                    | 5. leden 1978      | 12. listopad 1979 | Cumhuriyet Halk Partisi - Republikánská lidová strana       | 42. Ecevit III  |
| (12)   | Süleyman Demirel (1924– )                   |                    | 12. listopad 1979  | 12. září 1980     | Adalet Partisi                                              | 43. Demirel VI  |
| 18     | Bülend Ulusu (1923– )                       |                    | 20. září 1980      | 13. prosinec 1983 | Armáda                                                      | 44. Ulusu       |
| 19     | Turgut Özal (1927–1993)                     |                    | 13. prosinec 1983  | 21. prosinec 1987 | Anavatan Partisi                                            | 45. Özal I      |
| 19     | Turgut Özal (1927–1993)                     | 21. prosinec 1987  | 31. říjen 1989     | 46. Özal II       | Anavatan Partisi                                            |                 |
| —      | Ali Bozer (zastupující) (1925–2020)         |                    | 31. říjen 1989     | 9. listopad 1989  | Anavatan Partisi                                            | –               |
| 20     | Yıldırım Akbulut (1935– 2021)               |                    | 9. listopad 1989   | 23. červen 1991   | Anavatan Partisi                                            | 47. Akbulut     |
| 21     | Mesut Yılmaz (1947– )                       |                    | 23. červen 1991    | 20. listopad 1991 | Anavatan Partisi                                            | 48. Yılmaz I    |
| (12)   | Süleyman Demirel (1924– )                   |                    | 20. listopad 1991  | 16. květen 1993   | Demokrat Parti                                              | 49. Demirel VII |
| —      | Erdal İnönü (zastupující) (1926–2007)       |                    | 16. květen 1993    | 25. červen 1993   | Sosyaldemokrat Halkçı Parti                                 | –               |
| 22     | Tansu Çillerová (1946– )                    |                    | 25. červen 1993    | 5. říjen 1995     | Demokrat Parti                                              | 50. Çillerová I |
| 22     | Tansu Çillerová (1946– )                    | 5. říjen 1995      | 30. říjen 1995     | 51. Çillerová II  | Demokrat Parti                                              |                 |
| 22     | Tansu Çillerová (1946– )                    | 30. říjen 1995     | 6. březen 1996     | 52. Çillerová III | Demokrat Parti                                              |                 |
| (21)   | Mesut Yılmaz (1947– )                       |                    | 6. březen 1996     | 28. červen 1996   | Anavatan Partisi                                            | 53. Yılmaz II   |
| 23     | Necmettin Erbakan (1926–2011)               |                    | 28. červen 1996    | 30. červen 1997   | Refah Partisi                                               | 54. Erbakan     |
| (21)   | Mesut Yılmaz (1947– )                       |                    | 30. červen 1997    | 11. leden 1999    | Anavatan Partisi                                            | 55. Yılmaz III  |
| (16)   | Bülent Ecevit (1925–2006)                   |                    | 11. leden 1999     | 28. květen 1999   | Demokratik Sol Parti                                        | 56. Ecevit IV   |
| (16)   | Bülent Ecevit (1925–2006)                   | 28. květen 1999    | 18. listopad 2002  | 57. Ecevit V      | Demokratik Sol Parti                                        |                 |
| 24     | Abdullah Gül (1950– )                       |                    | 18. listopad 2002  | 14. březen 2003   | Adalet ve Kalkinma Partisi - Strana spravedlnosti a rozvoje | 58. Gül         |
| 25     | Recep Tayyip Erdoğan (1954– )               |                    | 14. březen 2003    | 29. srpen 2007    | Adalet ve Kalkinma Partisi - Strana spravedlnosti a rozvoje | 59. Erdoğan I   |
| 25     | Recep Tayyip Erdoğan (1954– )               | 29. srpen 2007     | 6. červenec 2011   | 60. Erdoğan II    | Adalet ve Kalkinma Partisi - Strana spravedlnosti a rozvoje |                 |
| 25     | Recep Tayyip Erdoğan (1954– )               | 6. červenec 2011   | 28. srpen 2014     | 61. Erdoğan III   | Adalet ve Kalkinma Partisi - Strana spravedlnosti a rozvoje |                 |
| 26     | Ahmet Davutoğlu (1959– )                    |                    | 28. srpen 2014     | 28. srpna 2015    | Adalet ve Kalkinma Partisi - Strana spravedlnosti a rozvoje | 62. Davutoğlu I |
| 26     | Ahmet Davutoğlu (1959– )                    | 28. srpna 2015     | 17. listopadu 2015 | 63. Davutoğlu II  | Adalet ve Kalkinma Partisi - Strana spravedlnosti a rozvoje |                 |
| 26     | Ahmet Davutoğlu (1959– )                    | 17. listopadu 2015 | 24. května 2016    | 64. Davutoğlu III | Adalet ve Kalkinma Partisi - Strana spravedlnosti a rozvoje |                 |
| 27     | Binali Yıldırım (1959– )                    |                    | 24. května 2016    | 9. července 2018  | Adalet ve Kalkinma Partisi - Strana spravedlnosti a rozvoje | 65. Yıldırım I  |